# ヵ
ヵは、日本語に使われる文字。片仮名のカを小さくした形をしているが、一般的な片仮名ではない。主に数助詞として使用される。
「个」あるいは「箇」の略字として「ヶ」という文字があるが、この読みが、「一ヶ月」「一ヶ所」のような場合「か」となること、また、「ヶ」との字形の類似から「ヵ」と表記されたことから広まった。
そのため、「ヵ」という文字は「ヶ」が使われる場面で、かつその読みが「か」となる場合しか通常は使われない。また、生まれた経緯から「ヵ」を使うのは不適切であり、代わりに「ヶ」とするか、「カ」「か」「箇」を使うべきだとする者もある。
平仮名と片仮名の互換上の理由で平仮名の「ゕ」という文字もあるが、前述の用途で使用することは正しい利用方法ではない。
中世以前の古文書の中に「ヵ」あるいは「ゕ」が使用されている場合があるが、この場合は「个」あるいは「箇」の略字として使用しているのではなく、「カ」あるいは「か」を小書きしただけである。この用法で使用されるのは助詞であることが多い。

## 用途
「ヵ」が使われる例
- 一ヵ所（一ヶ所）
- 一ヵ月（一ヶ月）
- 十ヵ条（十ヶ条）

「ヵ」が使われない例
- 関ヶ原（読みが「が」である。稀に小書きの「ガ」が使われる）
- 七ヶ宿（シチカシュク）
- 一ヶ（読みが「こ」である）
- 個所、箇条書き（「ヶ」が使われる場面ではない）

## 読み
- 「か」と読まれる。
- 助数詞の場合は原則として「か」と発音する。
- 助詞「が」の用途で使用される時は、「が」と発音する。

## ヵに関わる諸事項
- JIS規格では「小書き片仮名カ」、Unicodeでは「KATAKANA LETTER SMALL KA」と、いずれも片仮名「カ」を小さくした文字としている。